# 766

## أحداث
- 25 أغسطس - الإمبراطور قسطنطين الخامس يذل 19 مسؤولا رفيع المستوى علنا في ميدان سباق الخيل في القسطنطينية، بعد اكتشاف مؤامرة ضده. ويعدم قادة المؤامرة، قسطنطين وشقيقه ستراتيجيوس، ويقوم بإعماء ونفي البقية. [1][2]

## مواليد
- 19 فبراير - هارُون الرَّشيد، خامس خلفاء الدولة العبَّاسيَّة

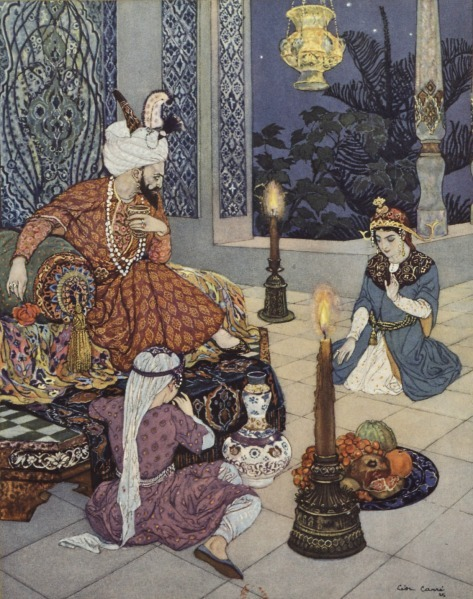
رسمٌ من حكايات ألف ليلة وليلة، والتي تم فيها سرد حكاية الخليفة هارُون الرَّشيد. بريشة ليون كاريه، 1926 م.

- محمد بن إدريس الشافعي

## وفيات
- ابن الأشعث الخزاعي